# O. B. Clarence
O. B. Clarence, pseudonimo di Oliver Burchett Clarence (Londra, 25 marzo 1870 – Hove, 2 ottobre 1955), è stato un attore britannico.

## Biografia
O. B. Clarence debuttò nel 1890 a teatro, recitando spesso a Londra, in particolare ne Il racconto d'inverno (The Winter's Tale, 1906, con Ellen Terry), Enrico VIII (Henry VIII, 1925, con Sybil Thorndike e Laurence Olivier) e Amleto (Hamlet, 1938-1939, con Alec Guinness e Anthony Quayle) di William Shakespeare, Casa Cuorinfranto (The House of Broken Hearts, 1932, con Edith Evans e Cedric Hardwicke) di George Bernard Shaw.
Dopo alcuni anni trascorsi nella Compagnia shakesperiana di Frank Benson si affermò come caratterista prendendo parte a numerosissimi spettacoli e a qualche film, fu interprete invece di molti clowns shakesperiani.
Sostenne tra l'altro il ruolo dell'inquisitore nella prima edizione di Santa Giovanna (Saint Joan) di George Bernard Show (1924).
Durante la sua carriera teatrale, si esibì anche a Broadway, presentando, tra gli altri, The Inferior Sex di Frank Stayton (1910, con Arthur Byron e Maxine Elliott), Mary Rose di J. M. Barrie (1920-1921, con Ruth Chatterton) e The Last Enemy di Frank Harvey (1930, con Robert Douglas e Jessica Tandy).
Nel cinema girò tre film muti, qualche film sonoro e cinque film per la televisione.

## Teatro

### Londra (parziale)
- 1906: Il racconto d'inverno (The Winter's Tale) di William Shakespeare;
- 1922: Thirty Minutes in a Street di Beatrice Mayor;
- 1925: Enrico VIII di William Shakespeare;
- 1925: Santa Giovanna (Saint Joan) di George Bernard Shaw;
- 1927: The Wicked Earl di Walter Hackett;
- 1928: The Admiral's Secret di Cyril Campion e Edward Dignon;
- 1929: The Last Enemy di Frank Harvey;
- 1932: Casa Cuorinfranto (Heartbreak House) di George Bernard Shaw;
- 1934: Youth at the Helm d'Hubert Griffith et Paul Vulpins;
- 1934: The Voysey Inheritance d'Harley Granville Baker;
- 1938-1939: Amleto (Hamlet) di William Shakespeare;
- 1940: As You Are di Hugh Mills e Wells Root;
- 1941: Il giardino dei ciliegi d'Anton Čechov;
- 1944: Teresa Raquin d'Émile Zola;
- 1944: It Depends What You Mean di James Bridie.

### Broadway (intégrale)
- 1910: The Inferior Sex di Frank Stayton;
- 1920: Pietro di Maud Skinner e Jules Eckert Goodman;
- 1920-1921: Mary Rose di J. M. Barrie;
- 1929: Murder on the Second Floor di Frank Vosper;
- 1930: The Last Enemy di Frank Harvey.

## Filmografia
- I Adore You, regia di George King (1933)
- La Primula Rossa (The Scarlet Pimpernel), regia di Harold Young (1934)
- No Monkey Business, regia di Marcel Varnel (1935)
- The Cardinal, regia di Sinclair Hill (1936)
- Il maggiore Barbara (Major Barbara), regia di Gabriel Pascal (1941)
- Dangerous Moonlight, regia di Brian Desmond Hurst (1941)